# 埃默巴赫河
51°54′28.4″N 7°42′17.19″E / 51.907889°N 7.7047750°E

埃默巴赫河（德語：Emmerbach），是德國的河流，位於該國西部，處於北萊茵-威斯特法倫州，屬於韋爾瑟河的左支流，河道全長36公里，流域面積138平方公里。